# Premjer-Liha
Die Premjer-Liha (ukrainisch Прем'єр-ліга, Premjer-liha) ist die höchste Spielklasse im ukrainischen Fußball. Die Liga wurde 1991 gegründet und umfasst zurzeit 16 Mannschaften. Seit 1996 wurden die Wyschtscha Liha und die Perscha Liha (zweithöchste Spielklasse) von der „Professionellen Fußball-Liga“ (Професіональна футбольна ліга, Professionalna Futbolna Liha, PFL) geleitet. Die PFL umfasst 67 professionelle Fußballvereine mit 78 Mannschaften. Einige Vereine sind mit mehreren Mannschaften im Profibereich vertreten. Seit 2008 ist die Premjer-Liha eine selbständige Organisation. Sie trug auch bis 2008, in Anlehnung an die ehemalige sowjetische Wysschaja Liga, den Namen Wyschtscha Liha.
Amtierender Meister ist Dynamo Kiew, der mit 17 Meistertiteln der erfolgreichste Verein vor Schachtar Donezk (15 Meistertitel) ist. Nur diese beiden Vereine haben bisher an allen Spielzeiten der höchsten ukrainischen Spielklasse teilgenommen. Außer ihnen konnte zudem lediglich Tawrija Simferopol eine Meisterschaft gewinnen.

## Modus
Alle 16 Mannschaften spielen je zweimal gegeneinander (insgesamt 30 Spiele pro Team), um den Meister sowie die Teilnehmer am Europapokal zu ermitteln.
Am Saisonende steigen die beiden letztplatzierten Mannschaften in die zweite Liga, die Perscha Liha ab, während die beiden Mannschaften auf den Plätzen 13 und 14 in jeweils zwei Relegationsspielen gegen den jeweiligen dritt- bzw. viertplatzierten der Perscha Liha um den Klassenerhalt spielen.
Die Saison beginnt Ende Juli und endet Ende Mai. Am Ende der Hinrunde folgt aus klimatischen Gründen eine dreimonatige Winterpause von Anfang Dezember bis Anfang März. Somit ist im Gegensatz zu den meisten europäischen Ligen die Winterpause länger als die Sommerpause. Am Saisonende steigen die zwei letztplatzierten Mannschaften ab.
Eine Ausnahme bildete die erste Saison im Jahre 1992, die nur ein halbes Jahr dauerte. Die letzte Saison der ersten sowjetischen Liga endete im Herbst 1991. Der ukrainische Fußballverband beschloss jedoch, den Saisonverlauf vom Kalenderjahr auf einen Herbst-Frühling-Modus umzustellen. In der ersten Saison wurden 20 Mannschaften in zwei Gruppen zu je zehn Mannschaften eingeteilt, die zweimal gegeneinander spielten. Die beiden Gruppensieger ermittelten in einem Finale den Meister. Nach dieser Übergangssaison wurde der heutige Modus eingeführt. Nachdem die Zahl der Teilnehmer zwischen 14, 16 und 18 wechselte, blieb sie von 2009 bis 2013 bei 16 und sank bis 2016 schrittweise auf 12.
Mit der Saison 2005/06 wurde ein „Goldenes Spiel“ eingeführt. Wenn die zwei ersten Mannschaften am Saisonende punktgleich sind, wird solch ein „Goldenes Spiel“ zwischen diesen beiden Mannschaften ausgetragen. Gleich in der ersten Saison war solch ein Spiel notwendig. Schachtar Donezk schlug Dynamo Kiew mit 2:1 nach Verlängerung.

## Mannschaften
Die Vereine aus Charkiw und der Donbass-Region verlagern ihre Heimspiele in den westlichen Teil des Landes.
| Verein                         | Stadt        | Stadion                     | Kapazität |
| ------------------------------ | ------------ | --------------------------- | --------- |
| Schachtar Donezk               | Donezk       | Arena Lwiw                  | 34.915    |
| Ruch Lwiw                      | Lwiw         | Arena Lwiw                  | 34.915    |
| Karpaty Lwiw                   | Lwiw         | Ukrajina                    | 28.051    |
| Dynamo Kiew                    | Kiew         | Walerij-Lobanowskyj-Stadion | 16.873    |
| Epicenter Kamjanaz Podilskyj ▲ | Ternopil     | Miskyi Stadion              | 15.150    |
| SK Poltawa ▲                   | Kropywnyzkyj | Sirka-Stadion               | 14.628    |
| LNS Tscherkassy                | Tscherkassy  | Cherkasy Arena              | 10.321    |
| FK Oleksandrija                | Oleksandrija | KSC Nika                    | 07.000    |
| FK Polissja Schytomyr          | Schytomyr    | Zentralstadion Schytomyr    | 05.928    |
| Metalist 1925 Charkiw ▲        | Charkiw      | Zentralstadion Schytomyr    | 05.928    |
| FK Kudriwka ▲                  | Kiew         | Obolon Arena                | 05.103    |
| Kolos Kowaliwka                | Kowaliwka    | Kolos Stadion               | 05.000    |
| Sorja Luhansk                  | Luhansk      | Arena Liwyj Bereg           | 04.700    |
| Weres Riwne                    | Riwne        | Awanhard-Stadion            | 04.650    |
| Krywbas Krywyj Rih             | Krywyj Rih   | Hirnyk Stadion              | 02.500    |

## Bisherige Meister und Torschützenkönige
| Saison  | Meister | Vizemeister | Dritter | Torschützenkönig |
| ------- | --- | --- | --- | --- |
| 1992    | Tawrija Simferopol | Dynamo Kiew | Dnipro Dnipropetrowsk | Jurij Hudymenko (Tawrija Simferopol), 12 Tore                                                                            |
| 1992/93 | Dynamo Kiew | Dnipro Dnipropetrowsk | Tschornomorez Odessa | Serhij Husjew (Tschornomorez Odessa), 17 Tore                                                                            |
| 1993/94 | Dynamo Kiew | Schachtar Donezk | Tschornomorez Odessa | Tymerlan Hussejnow (Tschornomorez Odessa), 18 Tore                                                                       |
| 1994/95 | Dynamo Kiew | Tschornomorez Odessa | Dnipro Dnipropetrowsk | Arsen Awakow (Torpedo Saporischschja), 21 Tore                                                                           |
| 1995/96 | Dynamo Kiew | Tschornomorez Odessa | Dnipro Dnipropetrowsk | Tymerlan Hussejnow (Tschornomorez Odessa), 20 Tore                                                                       |
| 1996/97 | Dynamo Kiew | Schachtar Donezk | Worskla Poltawa | Oleh Matwijiw (Schachtar Donezk), 21 Tore                                                                                |
| 1997/98 | Dynamo Kiew | Schachtar Donezk | Karpaty Lwiw | Serhij Rebrow (Dynamo Kiew), 22 Tore                                                                                     |
| 1998/99 | Dynamo Kiew | Schachtar Donezk | Krywbas Krywyj Rih | Andrij Schewtschenko (Dynamo Kiew), 18 Tore                                                                              |
| 1999/00 | Dynamo Kiew | Schachtar Donezk | Krywbas Krywyj Rih | Maksim Shatskix (Dynamo Kiew), 20 Tore                                                                                   |
| 2000/01 | Dynamo Kiew | Schachtar Donezk | Dnipro Dnipropetrowsk | Andrij Worobej (Schachtar Donezk), 21 Tore                                                                               |
| 2001/02 | Schachtar Donezk | Dynamo Kiew | Metalurh Donezk | Serhij Schyschtschenko (Metalurh Donezk), 12 Tore                                                                        |
| 2002/03 | Dynamo Kiew | Schachtar Donezk | Metalurh Donezk | Maksim Shatskix (Dynamo Kiew), 22 Tore                                                                                   |
| 2003/04 | Dynamo Kiew | Schachtar Donezk | Dnipro Dnipropetrowsk | Giorgi Demetradse (Metalurh Donezk), 18 Tore                                                                             |
| 2004/05 | Schachtar Donezk | Dynamo Kiew | Metalurh Donezk | Olexandr Kosyrin (Tschornomorez Odessa), 14 Tore                                                                         |
| 2005/06 | Schachtar Donezk | Dynamo Kiew | Tschornomorez Odessa | Brandão (Schachtar Donezk), 15 Tore Emmanuel Okoduwa (Arsenal Kiew), 15 Tore                                             |
| 2006/07 | Dynamo Kiew | Schachtar Donezk | Metalist Charkiw | Oleksandr Hladkyj (FK Charkiw), 13 Tore                                                                                  |
| 2007/08 | Schachtar Donezk | Dynamo Kiew | Metalist Charkiw | Marko Dević (Metalist Charkiw), 19 Tore                                                                                  |
| 2008/09 | Dynamo Kiew | Schachtar Donezk | Metalist Charkiw | Olexander Kowpak (Tawrija Simferopol), 17 Tore                                                                           |
| 2009/10 | Schachtar Donezk | Dynamo Kiew | Metalist Charkiw | Artem Milewskyj (Dynamo Kiew), 17 Tore                                                                                   |
| 2010/11 | Schachtar Donezk | Dynamo Kiew | Metalist Charkiw | Jewhen Selesnjow (Dnipro Dnipropetrowsk), 17 Tore                                                                        |
| 2011/12 | Schachtar Donezk | Dynamo Kiew | Metalist Charkiw | Jewhen Selesnjow (Schachtar Donezk), 14 Tore Maicon Pereira (Wolyn Luzk), 14 Tore                                        |
| 2012/13 | Schachtar Donezk | Metalist Charkiw | Dynamo Kiew | Henrich Mchitarjan (Schachtar Donezk), 25 Tore                                                                           |
| 2013/14 | Schachtar Donezk | Dnipro Dnipropetrowsk | Metalist Charkiw | Luiz Adriano (Schachtar Donezk), 20 Tore                                                                                 |
| 2014/15 | Dynamo Kiew | Schachtar Donezk | Dnipro Dnipropetrowsk | Alex Teixeira (Schachtar Donezk), 17 Tore Eric Bicfalvi (Wolyn Luzk), 17 Tore                                            |
| 2015/16 | Dynamo Kiew | Schachtar Donezk | Dnipro Dnipropetrowsk | Alex Teixeira (Schachtar Donezk), 22 Tore                                                                                |
| 2016/17 | Schachtar Donezk | Dynamo Kiew | Sorja Luhansk | Andrij Jarmolenko (Dynamo Kiew), 15 Tore                                                                                 |
| 2017/18 | Schachtar Donezk | Dynamo Kiew | Worskla Poltawa | Facundo Ferreyra (Schachtar Donezk) 21 Tore                                                                              |
| 2018/19 | Schachtar Donezk | Dynamo Kiew | FK Oleksandrija | Júnior Moraes (Schachtar Donezk) 19 Tore                                                                                 |
| 2019/20 | Schachtar Donezk | Dynamo Kiew | Sorja Luhansk | Júnior Moraes (Schachtar Donezk) 20 Tore                                                                                 |
| 2020/21 | Dynamo Kiew | Schachtar Donezk | Sorja Luhansk | Wladyslaw Kulatsch (Worskla Poltawa) 15 Tore                                                                             |
| 2021/22 | Aufgrund des russischen Überfalls auf die Ukraine abgebrochen und nicht beendet, daher kein Meister und keine Absteiger. | Aufgrund des russischen Überfalls auf die Ukraine abgebrochen und nicht beendet, daher kein Meister und keine Absteiger. | Aufgrund des russischen Überfalls auf die Ukraine abgebrochen und nicht beendet, daher kein Meister und keine Absteiger. | Aufgrund des russischen Überfalls auf die Ukraine abgebrochen und nicht beendet, daher kein Meister und keine Absteiger. |
| 2022/23 | Schachtar Donezk | SK Dnipro-1 | Sorja Luhansk | Artem Dowbyk (SK Dnipro-1) 24 Tore                                                                                       |
| 2023/24 | Schachtar Donezk | Dynamo Kiew | Krywbas Krywyj Rih | Wladyslaw Wanat (Dynamo Kiew) 14 Tore                                                                                    |
| 2024/25 | Dynamo Kiew | FK Oleksandrija | Schachtar Donezk | Wladyslaw Wanat (Dynamo Kiew) 17 Tore                                                                                    |

## Zuschauerzahlen
In der regulären Saison 2017/18 betrug die durchschnittliche Zuschauerzahl 3.722 Personen pro Spiel. Den höchsten durchschnittlichen Zuschauerschnitt wiesen Dynamo Kiew (8.325), Schachtar Donezk (6.735) und der FC Mariupol (6.663) auf. Seit der Saison 2012/13 haben sich die Zuschauerzahlen der Liga halbiert, was vor allem mit dem Ausbruch des Krieges in der Ukraine (2014) zu erklären ist.
| Saison                | Gesamt    | Spiele | Schnitt |
| --------------------- | --------- | ------ | ------- |
| 2007/08               | 2.069.190 | 239    | 8.658   |
| 2008/09               | 1.831.189 | 240    | 7.630   |
| 2009/10               | 2.167.757 | 240    | 9.032   |
| 2010/11               | 2.214.033 | 240    | 9.225   |
| 2011/12               | 2.710.874 | 240    | 11.295  |
| 2012/13               | 2.996.575 | 239    | 12.538  |
| 2013/14               | 2.316.077 | 209    | 11.082  |
| 2014/15               | 1.111.900 | 181    | 6.143   |
| 2015/16               | 862.099   | 172    | 5.012   |
| 2016/17               | 543.055   | 132    | 4.114   |
| 2016/17 Abstieg       | 61.671    | 29     | 2.127   |
| 2016/17 Meisterschaft | 202.364   | 30     | 6.745   |
| 2017/18               | 487.522   | 131    | 3.722   |
| 2017/18 Abstieg       | 55.626    | 30     | 1.854   |
| 2017/18 Meisterschaft | 188.535   | 30     | 6.285   |

## Bisherige Meister und Vizemeister
| Mannschaft            | Meister | Vizemeister | Siegerjahre                                             |
| --------------------- | ------- | ----------- | ------------------------------------------------------- |
| Dynamo Kiew           | 17      | 13          | 1993–2001, 2003–2004, 2007, 2009, 2015–2016, 2021, 2025 |
| Schachtar Donezk      | 15      | 13          | 2002, 2005–2006, 2008, 2010–2014, 2017–2020, 2023–2024  |
| Tawrija Simferopol    | 1       | 0           | 1992                                                    |
| Dnipro Dnipropetrowsk | 0       | 2           |                                                         |
| Tschornomorez Odessa  | 0       | 2           |                                                         |
| Metalist Charkiw      | 0       | 1           |                                                         |

## Rekorde
| Rekord-Spieler der Premjer-Liha  | Rekord-Spieler der Premjer-Liha | Rekord-Spieler der Premjer-Liha | Rekord-Spieler der Premjer-Liha | Rekord-Spieler der Premjer-Liha |
| -------------------------------- | ------------------------------- | ------------------------------- | ------------------------------- | ------------------------------- |
| Spieler                          | Spieler                         | Zeitraum                        | Verein                          | Spiele                          |
| 1                                | Oleksandr Schowkowskyj          | 1992–2016                       | Dynamo Kiew                     | 427                             |
| 2                                | Oleh Schelajew                  | 1993–2014                       | Dnipro Dnipropetrowsk           | 412                             |
| 3                                | Oleksandr Tschyschewskyj        | 1992–2010                       | Karpaty Lwiw                    | 400                             |
| Rekord-Torjäger der Premjer-Liha |                                 |                                 |                                 |                                 |
| Spieler                          | Spieler                         | Zeitraum                        | Verein                          | Tore                            |
| 1                                | Maksim Shatskix                 | 1996–2016                       | Dynamo Kiew                     | 124 (⌀ 0,36)                    |
| 2                                | Serhij Rebrow                   | 1992–2008                       | Dynamo Kiew                     | 123 (⌀ 0,47)                    |
| 3                                | Jewhen Selesnjow                | 2002–                           | Dnipro Dnipropetrowsk           | 110 (⌀ 0,48)                    |

Stand: Saisonende 2015/16

## UEFA-Fünfjahreswertung
Platzierung in der UEFA-Fünfjahreswertung:
(in Klammern die Vorjahresplatzierung). Die Kürzel CL, EL und CO hinter den Länderkoeffizienten geben die Anzahl der Vertreter in der Saison 2026/27 der Champions League, der Europa League sowie der Conference League an.
- 21.  (20)  Kroatien (Liga, Pokal) – Koeffizient: 27.025 – CL: 1, EL: 1, CO: 2
- 22.  (19)  Serbien (Liga, Pokal) – Koeffizient: 25.500 – CL: 1, EL: 1, CO: 2
- 23.  (18)  Ukraine (Liga, Pokal) – Koeffizient: 24.400 – CL: 1, EL: 1, CO: 2
- 24.  (24)  Ungarn (Liga, Pokal) – Koeffizient: 24.000 – CL: 1, EL: 1, CO: 2
- 25.  (26)  Rumänien (Liga, Pokal) – Koeffizient: 23.250 – CL: 1, EL: 1, CO: 2

Stand: Ende der Europapokalsaison 2024/25